# جريدة العلم (المغرب)
«العلم» يومية مغربية ناطقة باسم حزب الاستقلال، وهي أقدم جريدة مغربية ناطقة باللغة العربية لا تزال مستمرة إلى اليوم. أنشأها حزب الاستقلال في 11 سبتمبر 1946، وتميزت حينها بكونها الجريدة الأكثر نضالا ضد المستعمر، فتعرضت على إثر ذلك لتعسف الرقابة بشكل واسع إما بالحجز أو حذف المقالات. كما أنها كانت لسان المعارضة المغربية المتحدة إلى غاية انفصال الاتحاد الوطني للقوات الشعبية عن حزب الاستقلال. وظلت جريدة معارضة إلى زمن اشتراك حزب الاستقلال في حكومة عصمان سنة 1977.
لجريدة العلم أرشيف قيم يعتبر تأريخا استثنائيا لأهم الأحداث التي عرفها المغرب قبل وبعد الاستقلال، لكن هذا الأرشيف المحفوظ في المكتبة الوطنية بالرباط يتعرض لتخريب حتى أن الباحثين لا يجدون سنوات بأكملها، مثل سنة 1954.
ترأس جريدة العلم مشاهير من عالم السياسة والأدب مثل
عبد العزيز بنعبد الله وعبد المجيد بن جلون وعبد الكريم غلاب وعبد الجبار السحيمي وحسن عبد الخالق وعبد الله البقالي وعمر الدركولي .

## وصلات خارجية
- جريدة العلم